# Juan Moriz de Salazar
Juan Moriz de Salazar (Valladolid - Huesca, 1 de enero de 1628) fue un inquisidor, ministro real y obispo de Barbastro y Huesca.

## Biografía
Natural de Valladolid, estudió Derecho en las universidades de Salamanca y Valladolid, donde obtuvo el título de doctor en derecho civil civil y canónico. 
En tiempo de Gregorio XIII obtuvo una canonjía en la Catedral de Salamanca y posteriormente Felipe II le encargo la visita de los colegios mayores del Arzobispo y de Cuenca
En tiempo de Gregorio XIII obtuvo una canonjía en la Catedral de Salamanca. Felipe II le encargó la visita de los colegios mayores del Arzobispo y de Cuenca.
En otoño de 1591, en plena rebelión del reino de Aragón, fue nombrado Inquisidor del tribunal de Zaragoza. Tras la muerte de Felipe II en 1598, Felipe III le encargó un proceso de Visita contra Diego de Cabrera y Bobadilla, Conde de Chinchón, ministro de Felipe II para los asuntos de Aragón. En 1604, fue presentado por Felipe III para el Obispado de Barbastro. Tomó posesión del obispado el 22 de diciembre y consagrado el 9 de enero de 1605 en la Seo de Zaragoza. Celebró sínodo ese mismo año. En la Iglesia Catedral de Barbastro edificó una capilla dedicada al Apóstol Santiago -hoy del Pilar- decorándola con pasajes de la Sagrada Escritura relativos a la vida de dicho apóstol, alguna de cuyas murales se conservan todavía.
En 1624 intervino en el Concilio Provincial de Zaragoza proponiendo que fuera prohibida la práctica de bañar las reliquias de los Santos cuando se solicitaba el beneficio de la lluvia, prohibición que ya había decretado para su diócesis. Al no obtener el beneplácito de dicho Concilio, se dirigió a la Sagrada Congregación de Ritos quien decretó que no era lícita tal práctica.
Después de regir la diócesis durante casi 12 años fue promovido para la silla episcopal de Huesca, de la que tomó posesión el 28 de noviembre de 1616. 
En Huesca, autorizó la fundación de los Agustinos Recoletos, de los Carmelitas Descalzos, de las Carmelitas de la Antigua Observancia del convento de San Miguel y del Cister en el Colegio de San Bernardo. Mandó construir la actual capilla del Santo Cristo de los Milagros en la Catedral. Celebró en 1617 un sínodo diocesano en Huesca, insistiendo en el espíritu del Concilio de Trento y dando normas detalladas para la buena administración y gobierno de la diócesis. Asistió a otro concilio provincial en Zaragoza. Defendió los derechos de la mitra oscense sobre la parroquia de Santa Engracia de Zaragoza. 
Murió el 1 de enero de 1628 día de especial veneración del Santo Cristo y, siguiendo su deseo, una parte de su cuerpo fue sepultado en la capilla de Santiago de la Catedral de Barbastro, y sus entrañas y corazón en la capilla del Santo Cristo de Los Milagros, que él mismo había mandado edificar en la Catedral de Huesca.
| Predecesor: Carlos Muñoz Serrano                     | Obispo de Barbastro 1604-1616 | Sucesor: Jerónimo Bautista Lanuza   |
| Predecesor: Berenguer Bardaxi Alagón y Espés, O.F.M. | Obispo de Huesca 1616-1628    | Sucesor: Francisco Navarro de Eugui |